# Gödselmedelsskatt
Gödselmedelsskatt, svensk punktskatt på konstgödsel. Skatten avskaffades 2010. Skatten beräknades på mängden kväve (1,80 kr per kg) och kadmium (30 kr per g) (2007).